# Uroš Račić
Uroš Račić (Kraljevo, 17 de março de 1998) é um futebolista profissional sérvio que atua como meio-campista. Atualmente joga no Aris.

## Carreira
Uroš Račić se profissionalizou no OFK Beograd.

## Títulos
Estrela Vermelha
- Superliga Sérvia (2): 2015–16, 2017–18